# Amalie Rohrer
Amalie Rohrer (* 4. Juni 1922 in Werl; † 11. Dezember 2014 ebenda) war eine deutsche Politikerin und die erste Bürgermeisterin der Stadt Werl von 1965 bis 1981.

## Leben
Amalie Rohrer studierte nach dem Abitur im Jahr 1940 Deutsch, Englisch und Geschichte an den Universitäten Münster, Innsbruck und München. 1947 wurde sie Studienassessorin an der Oberschule für Mädchen in Werl und promovierte 1948 im Fach Germanistik. Sie war ab 1970 Studiendirektorin im Ersatzschuldienst am Ursulinengymnasium in Werl. 1956 wurde Rohrer Mitglied der CDU und hat diese von 1957 bis 1984 im Rat der Stadt Werl vertreten. Von 1965 bis 1981 war sie Bürgermeisterin der Stadt Werl.

## Ehrungen
1972 wurde ihr der Ehrenring und 1981 die Ehrenplakette der Stadt Werl verliehen. Im Jahre 1976 erhielt sie das Bundesverdienstkreuz am Bande der Bundesrepublik Deutschland.

## Veröffentlichungen
- Werl – Geschichte einer westfälischen Stadt. 2 Bände. Herausgeberin (zusammen mit Hans-Jürgen Zacher), Werl 1994, ISBN 3-87088-844-X.
- Werl: Begegnung mit Werl in Geschichte und Gegenwart. (zusammen mit Ludwig Siegeroth und Hartmut Platte), hrsg. von der Sparkasse Werl, Werl 1999, ISBN 3-920980-98-0.
- Das Kleistsche Symbol der Marionette und sein Zusammenhang mit dem Kleistschen Drama, veröffentlicht 1948 (Diss.)